# 농림수산식품교육문화정보원
농림수산식품교육문화정보원(農林水産食品敎育文化情報院, Korea Agency of Education, Promotion & Information Service in Food, Agriculture, Forestry & Fisheries, 농정원 또는 EPIS)은 농어업 인적자원의 육성, 농식품·농어촌 정보화의 촉진, 농어촌 문화의 가치 확산 및 홍보, 농어업경영체의 역량 제고, 농수산물의 안전정보 제공 등을 효율적으로 추진하기 위하여 설립된 대한민국 농림축산식품부 산하 위탁집행형 준정부기관이다. 2012년 5월 23일 한국농림수산정보센터, 농업인재개발원, 농촌정보문화센터를 통합하여 4본부 2실 15팀, 정원 108명으로 출범하였다. 본원은 경기도 안양시 동안구 흥안대로 439번길 20-2 (관양동)에서, 15년 9월에 세종특별자치시 조치원읍 군청로 93으로, 21년 5월에 세종특별자치시 국책연구원5로 19로 이전하였다.
- 농어업·농어촌 및 식품산업 기본법[6]

## 주요 업무
- 농어업·농어촌 및 식품산업 분야의 정보화 촉진
- 농어업·농어촌에 관한 문화 창달 및 가치 확산·홍보
- 농어업경영체의 기술수준 및 경영능력 제고
- 농어업·농어촌 및 식품산업 분야의 전문인력 양성 등 인적자원 육성
- 농수산물에 관한 안전정보의 제공, 정보교류의 활성화와 지식 및 산업재산권의 보호
- 농어업·농어촌 및 식품산업 분야의 통상정책과 국제협력에 관한 정보 지원
- 농림수산식품 분야의 지식 및 정보서비스 제공
- 그 밖에 농림축산식품부장관이 지정 또는 위탁하는 사업

## 연혁

### 한국농림수산정보센터
- 1992년 2월 한국농림수산정보센터 설립
- 1992년 10월 농림수산정보서비스 개시

### 농촌정보문화센터
- 2004년 3월 (가칭)농촌홍보재단 설립계획 수립 검토
- 2005년 4월 경제인문사회연구회 이사회 센터 설립
- 2005년 7월 한국농촌경제연구원 부설 농촌정보문화센터 개소
- 2009년 5월 센터 이전 (외교센터 → 사당)

### 농업인재개발원
- 2009년 2월 한국농림수산정보센터 부설 농업인재개발원 설치

### 농림수산식품교육문화정보원
- 2012년 5월 농림수산식품교육문화정보원 설립
- 2013년 1월 농림수산식품교육문화정보원 비전 및 미션 선포식
- 2014년 7월 귀농귀촌종합센터(서울 양재동 소재) 업무 개시
- 2015년 9월 기관 이전(세종특별자치시)
- 2016년 12월 가족친화 우수기관 재인증(여성가족부)
- 2016년 5월 남녀고용평등 우수기업 선정
- 2017년 12월 국민권익위 주관 공공기관 내부청렴도 1위, 종합 청렴도 2위
- 2017년 1월 귀농귀촌종합센터 이전(양재동 aT사옥)
- 2017년 4월 농식품 빅데이터센터 개소
- 2018년 1월 행안부 개인정보보호 관리수준 진단 우수기관 선정
- 2019년 5월 적극적 고용개선조치 우수기업 국무총리상 수상

## 조직

### 농림수산식품교육문화정보원장
- 감사실

#### 총괄본부장

##### 경영혁신본부
- 경영기획실
- 경영지원실
- 재무관리실
- 사회적가치실

##### 인재양성본부
- 인재기획실
- 전문인재실
- 미래인재실
- 일자리지원실

##### 농식품소비본부
- 가치홍보실
- 소비전략실
- 소비문화실
- 도농공감실

##### 지식융합본부
- 정보기획실
- 스마트농업실
- 빅데이터실
- 농정정보실

##### 국제협력처
- 국제통상협력실
- 국제농업협력실

##### 귀농귀촌종합센터
- 귀농귀촌기획실
- 귀농귀촌지원실